# Create
Create is de Britse eenmansband van Steve Humphries. Humphries raakt per toeval in de muziekbusiness terwijl hij het computerprogramma reason ontwikkelde.
Create levert op zijn muziekalbums retro-elektronische muziek in de trant van een beginnend Tangerine Dream, Klaus Schulze en het latere Radio Massacre International. 

## Discografie
- 2004: Reflections from the inner Light;
- 2004: From Earth to Mars
- 2005: Biospherical Imagery
- 2005/06: Kindred spirits (CDR)
- 2006: First light of Spring (niet uitgebracht album)
- 2007: Space Time Continuum;
- 2008: Lost in an Island of Adventure;
- 2009: In the Blink of an Eye;
- 2009: words just get in the way;
- 2010: we live by the machines.